# Киви (река)
Киви — река в России, протекает по Муезерскому району Карелии. Длина реки составляет 15 км, площадь водосборного бассейна 26,7 км². Река берёт своё начало из озера Корпи. Течёт в южном и юго-восточном направлении, протекая через Кивиозеро, Ермоозеро. Впадает в озеро Сула.

## Данные водного реестра
По данным государственного водного реестра России относится к Балтийскому бассейновому округу, водохозяйственный участок реки — Реки Карелии бассейна Балтийского моря на границе РФ с Финляндией, включая озера Лексозеро. Относится к речному бассейну реки Реки Карелии бассейна Балтийского моря.
Код объекта в государственном водном реестре — 01050000112102000009864.